# Передостання правда
Передостання правда (англ. The Penultimate truth) — науково-фантастичний роман американського письменника Філіпа К. Діка, опублікований видавництвом Belmont у 1964 році.

## Історія створення
За словами Філіпа К.Діка, йому настільки подобалась історія Єнсі, викладена в його оповіданні 1955 року, особливо у частині, де слова уряду виявляються брехнею, що він зробив її основою роману «Передостання правда». Проте основну ідею твору надав Вотергейт.

## Сюжет
Події роману розгортаються у 2025 році.  Переважна більшість населення планети мешкають у підземних укриттях.
Щодня вони отримують інформацію про масштабні бої світової війни між Зап-Демом на чолі із США та Нар-Демом на чолі із СРСР, заражену внаслідок застосування ядерної зброї місцевість, поширені на земній поверхні численні хвороби та заборону залишати підземні укриття. Але ця інформація йде тільки в одному напрямку — зверху вниз, та зворотного зв'язку із поверхнею мешканці укриттів не мають.
В одному із таких укриттів, в якому також виробляють бойових роботів, хворіє та вводиться у стан анабіозу головний механік.  Щоб продовжити йому життя потрібна штучна підшлункова, яку, як відомо мешканцям, можна дістати на поверхні.
Задля цього, попри встановлені урядом заборони, на поверхню виходить обраний громадою голова укриття.
З великим подивом він дізнається, що війна закінчилась 13 років тому. На поверхні правлять чиновники урядів та декількох приватних корпорацій, які розділили землі на власні володіння, при цьому продовжуючи утримувати більшість населення планети у підземних укриттях за допомогою трансляції тих самих щоденних новин, лякаючи людей неправдивою інформацією про події, що ніби-то відбуваються. Крім того, місця ймовірного виходу на поверхню патрулюються бойовими роботами, які складають особисті загони власників володінь.
За збігом обставин, він також стає свідком інтриг представників правлячої еліти, спрямованих на зміну влади. При цьому деякі з них мають на меті змінити існуючий порядок, вважаючи його несправедливим по відношенню до людей, які мешкають під землею.
Зрештою, йому вдається отримати штучну підшлункову та він повертається до свого укриття.
По поверненню, із чергової телетрансляції стає відомо про закінчення війни.  Ця новина дає підстави думати про успішну зміну влади та зняття заборон щодо виходу людей з укриттів.

## Відгуки
За відгуком журналу «John C. Adams Reviews»: «"Передостання правда" — справжня антиутопія, яка все ж таки дає надію на майбутнє».
За інформацією, наведеною у публікації «The University of Michigan Press»: «"Передостання правда" є книгою, яка розповідає про терор, що є основою суспільного ладу».